# Pascal Poisson
Pascal Poisson (Plancoët, 29 juni 1958) is een Frans voormalig beroepswielrenner.

## Belangrijkste overwinningen
1983
- 15e etappe deel A Vuelta a España

1984
- GP de Mauléon Moulins
- 12 etappe Tour de France

1987
- Grand Prix de Wallonie

1988
- GP Denain
- Vierdaagse van Duinkerke

## Resultaten in voornaamste wedstrijden
| Jaar | Ronde van Italië | Ronde van Frankrijk | Ronde van Spanje |
| ---- | ---------------- | ------------------- | ---------------- |
| 1982 |                  | 50e                 |                  |
| 1983 |                  | opgave              | 38e (1)          |
| 1984 |                  | 80e (1)             |                  |
| 1985 |                  | 42e                 |                  |
| 1987 |                  | 67e                 | 15e              |
| 1988 | opgave           |                     |                  |
| 1989 |                  | 71e                 |                  |
| 1990 | 128e             |                     |                  |

| Jaar | Milaan-San Remo | Gent-Wevelgem | Ronde van Vlaanderen | Parijs-Roubaix | Amstel Gold Race | Luik-Bast.‑Luik | Bretagne Classic | Waalse Pijl |
| ---- | --------------- | ------------- | -------------------- | -------------- | ---------------- | --------------- | ---------------- | ----------- |
| 1982 |                 |               |                      | 43e            |                  |                 |                  |             |
| 1983 |                 |               |                      |                |                  |                 |                  |             |
| 1984 |                 |               |                      |                |                  |                 |                  |             |
| 1985 |                 | 22e           |                      |                |                  | 74e             |                  | 10e         |
| 1987 | 83e             |               |                      |                |                  |                 |                  |             |
| 1988 |                 |               | 87e                  |                |                  |                 |                  |             |
| 1989 |                 | 75e           |                      |                | 105e             |                 | 7e               |             |
| 1990 |                 | 142e          |                      |                |                  |                 |                  |             |